# Gräsö
Gräsö est une localité et une île de Suède, situées dans la commune d'Östhammar. 116 personnes y vivent. On y trouve le phare de Djursten construit en 1939, toujours en activité.
La localité possède la partie nord du côté ouest et suédois de l'ile de Märket.